# John La Montaine
John LaMontaine (Oak Park, 17 de marzo de 1920-Hollywood, 29 de abril de 2013) [ fue un pianista y compositor estatunidenc. Ganó el Premio Pulitzer de Música de 1959  por su Concierto para piano número 1 "In Time of War" (1958), que fue estrenado por Jorge Bolet.
Entre sus profesores, se incluyen Howard Hanson, Bernard Rogers y Nadia Boulanger. Sus obras han sido interpretadas por Leontyne Price, Jessye Norman, Adele Addison, Donald Graham, Eleanor Steber el pianista  Jorge Bolet y el arpista Florence Wightman.
En honor de la celebración del Bicentenario de Estados Unidos el 1976, se le encargó la creación de una obra coral para el "Penn State Institute for Arts and Humanistic Studies". La ópera, titulada Be Glad Then America, fue interpretada por los Coros de la Universidad, bajo la dirección de Sarah Caldwell. La cantante folk Odetta apareció como la "Muse for America".
La Montaine vivía en Hollywood, Los Angeles. Su empresa editora, Fredonia Press, recibe el nombre de la calle donde vivía. Su socio comercial fue el compositor y pianista Paul J. Sifler (1911-2001).